# Rita Coolidge
Rita Faye Coolidge (Nashville, 1º maggio 1945) è una cantante, compositrice e attrice statunitense di origine cherokee e scozzese.
Soprannominata "The Delta Lady" ("la ragazza del delta"), dal titolo di una canzone di Leon Russell a lei dedicata , è dedita ai generi pop, country, rock, folk e R&B ed è in attività dalla fine degli anni sessanta. Nel corso della sua cinquantennale carriera, ha inciso circa una trentina di album, tre dei quali in coppia con l'ex-marito Kris Kristofferson e si è aggiudicata per due volte il Premio Grammy, nel 1973 e 1975.
Oltre che con Kristofferson, Rita Coolidge ha collaborato anche con artisti quali Eric Clapton, Leon Russell, Joe Cocker, Stephen Stills, Roger Waters.

## Biografia
Rita Coolidge cominciò a cantare a due anni nel coro della chiesa di suo padre, pastore battista. Molti anni più tardi, mise a frutto il suo talento musicale esibendosi nei club studenteschi per pagarsi gli studi alla Florida State University. Dopo il diploma, tuttavia, si sentì talmente attratta dalla musica che preferì continuare su questa strada.
La sua carriera professionale ebbe inizio a Memphis dove, dopo un breve periodo come cantante di jingle pubblicitari, incise un 45 giri che ebbe un discreto successo nelle radio locali, Turn Around and Love Me. Trasferitasi a Los Angeles, prese parte all'incisione dei cori di Accept No Substitute, LP di Delaney & Bonnie, e al successivo tour che li portò in giro per gli Stati Uniti d'America.
Il grande pubblico la scoprì nel successivo tour di Mad Dogs and Englishmen (1970), show di Joe Cocker e Leon Russell da cui fu tratto un fortunato doppio album e un film. In questa occasione Leon Russell compose la canzone Delta Lady, a lei dedicata.
L'anno successivo vede il debutto solista di Rita, con un LP intitolato semplicemente Rita Coolidge, e l'incontro con Kris Kristofferson, con cui prese parte alla lavorazione del film Pat Garrett & Billy the Kid e sposò nel 1973. Dal matrimonio, durato sette anni e conclusosi con un divorzio per i problemi di alcolismo di lui, è nata la figlia Casey.
Insieme a Kristofferson, Rita Coolidge realizzò tre album e ottenne due Grammy come migliore duo country dell'anno (1973 e 1975), senza tuttavia trascurare la sua carriera solista, che proseguì con Nice Feelin', The Lady's Not for Sale e Fall into Spring, in cui compaiono brani scritti da autori prestigiosi quali Graham Nash, Neil Young, Bob Dylan, Leonard Cohen, Jackie De Shannon, oltre a quelli firmati dal marito e dal chitarrista di fiducia Marc Benno.
Nel 1977 fu dato alle stampe quello che si rivelò l'album più venduto di tutta la sua carriera, Anytime... Anywhere. Oltre a ottenere il disco di platino per aver superato il milione di copie vendute, diede vita a diversi singoli di successo, il più fortunato dei quali fu We're All Alone, scritto da Boz Scaggs, che raggiunse il primo posto nella classifica della rivista Cashbox.
Negli anni ottanta, altri significativi successi vennero da brani inclusi in colonne sonore di film, quali All Time High per Octopussy - Operazione piovra e Love Came For Me per Splash - Una sirena a Manhattan. Nel 1991 lanciò anche un singolo con due canzoni in lingua giapponese, che ebbero in Giappone un discreto riscontro di vendite, mentre l'anno successivo collaborò alla realizzazione di Amused to Death, terzo album da solista di Roger Waters. La sua voce compare proprio nel brano che dà il titolo all'album.
Dopo aver pubblicato nel 2004 un cofanetto antologico (Delta Lady — The Rita Coolidge Anthology) che copre tutta la sua carriera, Rita Coolidge ha realizzato nel 2006 un album di jazz intitolato And So Is Love. A proposito del jazz, Rita ebbe modo di dichiarare: «Non pretendo di capire quel tipo di musica, non so neppure da dove venga: mi sono trovata in studio ad aprire la bocca e i suoni mi sono spontaneamente venuti fuori. È stato facile, forse la cosa più facile che abbia mai registrato.»

## Discografia

### Album
- 1971 - Rita Coolidge (A&M Records, SP-4291)
- 1971 - Nice Feelin' (A&M Records, SP-4325)
- 1972 - The Lady's Not for Sale (A&M Records, SP-4370)
- 1973 - Full Moon (A&M Records, SP-4403) con Kris Kristofferson)
- 1974 - Fall into Spring (A&M Records, SP-3627)
- 1974 - Breakaway (Monument Records, PZ 33278) con Kris Kristofferson
- 1975 - It's Only Love (A&M Records, SP-4531)
- 1977 - Anytime...Anywhere (A&M Records, SP-4616)
- 1978 - Love Me Again (A&M Records, SP-4669)
- 1978 - Natural Act (A&M Records, SP-4690) con Kris Kristofferson
- 1979 - Satisfied (A&M Records, SP-4781)
- 1980 - Greatest Hits (A&M Records, SP-4836) Raccolta
- 1981 - Heartbreak Radio (A&M Records, SP-3727)
- 1983 - Never Let You Go (A&M Records, SP-4914)
- 1984 - Inside the Fire (A&M Records, SP-5003)
- 1987 - Classics Volume 5 (A&M Records, CD 2504) Raccolta
- 1990 - Fire Me Back (Attic Records, ALCB 171)
- 1991 - Dancing with an Angel (Attic Records, ALCB 298)
- 1991 - (A&M Gold Series) Rita Coolidge (A&M Records, 397070-2) Raccolta
- 1992 - Love Lessons (Caliber Records, 01624 15410-2)
- 1993 - For You (Alfa International Records, ALCB 817)
- 1993 - All Time High (Universal/Spectrum Records, 5500792) Raccolta
- 1994 - Someday (K Point Gold Records, 1621 1004-2) riedizione di Fire Me Back
- 1994 - I Stand in Wonder (Selected Sound Carrier Records, 1821.1004-2) Raccolta
- 1995 - Behind the Memories (Canyon International Records, PCCY-00813)
- 1995 - The Collection (Spectrum Records, 551 816-2) Raccolta
- 1996 - Cherokee (Indelible Records, INDELCD8) Raccolta
- 1996 - Out of the Blues (Beacon Records, BRL BEA-51572)
- 1997 - Letting Go with Love (JVC Victor, 60172)
- 1998 - Thinkin' About You (404 Music Group Records, FOF-2100-2)
- 2000 - 20th Century Masters: The Millennium Collection: The Best of Rita Coolidge (A&M Records, 069 490 604-2) Raccolta
- 2001 - Book of Songs (Cedar Mountain Records, GFS463) Raccolta
- 2001 - Classic Rita Coolidge: The Universal Masters Collection (Universal International Records, E4908702) Raccolta
- 2004 - Delta Lady: The Rita Coolidge Anthology (Hip-O Records, B0001568-02) Raccolta
- 2005 - And So Is Love (Concord Records, CCD-2271-2)
- 2012 - A Rita Coolidge Christmas (429 Records, FTN17899)

### Singoli
- 1969	"Turn Around and Love You"
- 1971	"I Believe in You"
- 1972	"Fever"
- 1973	"My Crew"
- 1973	"Whiskey, Whiskey"
- 1973	"A Song I'd Like to Sing" (con Kris Kristofferson)
- 1974	"Loving Arms" (con Kris Kristofferson)
- 1974	"Mama Lou"
- 1974	"Rain" (con Kris Kristofferson)
- 1975	"Lover Please" (con Kris Kristofferson)
- 1977	"(Your Love Has Lifted Me) Higher and Higher"
- 1977	"We're All Alone"
- 1978	"The Way You Do the Things You Do"
- 1978	"Words"
- 1978	"You"
- 1978	"The Jealous Kind"
- 1978	"Love Me Again"
- 1979	"Hello, Love, Goodbye"
- 1979	"One Fine Day"
- 1980	"I'd Rather Leave While I'm in Love"
- 1980	"Somethin' Bout You Baby I Like" (con Glen Campbell)
- 1980	"Fool That I Am"
- 1981	"The Closer You Get"
- 1983	"All Time High"
- 1983	"Only You"
- 1984	"Something Said Love"
- 1990	"I Stand in Wonder"

## Filmografia parziale
- 1971 - Vanishing Points
- 1973 - Pat Garrett and Billy the Kid
- 1980 - The Christmas Raccoons (TV)
- 1981 - The Raccoons on Ice (TV)
- 2002 - Changing Hearts

## Riconoscimenti
- Grammy Award
  - 1974 – Miglior performance country di un duo (con Kris Kristofferson)
  - 1976 – Miglior performance country di un duo (con Kris Kristofferson)